# Stazione di Manchester Victoria
La stazione di Manchester Victoria è la seconda per importanza tra le stazioni ferroviarie di Manchester (Regno Unito), dopo quella di Manchester Piccadilly. È sita al nord del centro della città nella zona di Hunts Bank, vicino alla Cattedrale ed è anche stazione della metropolitana (leggera) di Manchester.
Dalla stazione partono i treni diretti verso le destinazioni a nord ed est di Manchester, e qualche treno per Liverpool (sulla linea originale Manchester - Liverpool). La stazione è anche la fermata per la M.E. N. Arena. La linea proveniente da Bury all'inizio degli anni novanta è stata convertita in quella che oggi è il Metrolink di Manchester (metropolitana di superficie).

## Storia
Nel 1838 Samuel Brooks, vicepresidente della Manchester and Leeds Railway (M&LR) compro' un terreno ad Hunts Bank e lo presentò alla compagnia allo scopo di costruire una nuova stazione per rimpiazzare la stazione di Manchester Oldham Road che non si trovava in una posizione ideale. La stazione, inizialmente era un lungo edificio ad un piano progettato da George Stephenson e fu completato il 1º gennaio del 1844. Fu chiamato Victoria con il permesso della regina d'Inghilterra. Il lungo marciapiede unico venne usato per i treni della M&LR per Leeds ed altre località dall'estremità ad est. La Liverpool and Manchester Railway prolungò la linea da Ordsall, vicino alla stazione di Manchester Liverpool Road, fino a Victoria ed i treni della L&MR operarono dall'estremità ovest del marciapiede unico della stazione a partire dal 4 maggio del 1844.
La stazione di Manchester Victoria fu ingrandita da William Dawes, a cui si deve il merito per la maggior parte della facciata rimanente della stazione, nel 1909. Si arrivò ad avere fino ad 17 binari chde servivano la stazione.
L'edificio Edoardiano odierno ha una facciata lunga 146 metri, ed ha ancora la pensilina originale in ferro e vetro con i nomi delle destinazioni raggiunte all'epoca, e un murale di mattonelle che descrive le rotte della Lancashire and Yorkshire Railway, in cui operò la maggior parte dei treni della stazione dal 1847 fino al 1923.

## Servizi
Sono presenti in stazione: un barbiere, un'edicola, bars e ristorante.

## Galleria d'immagini

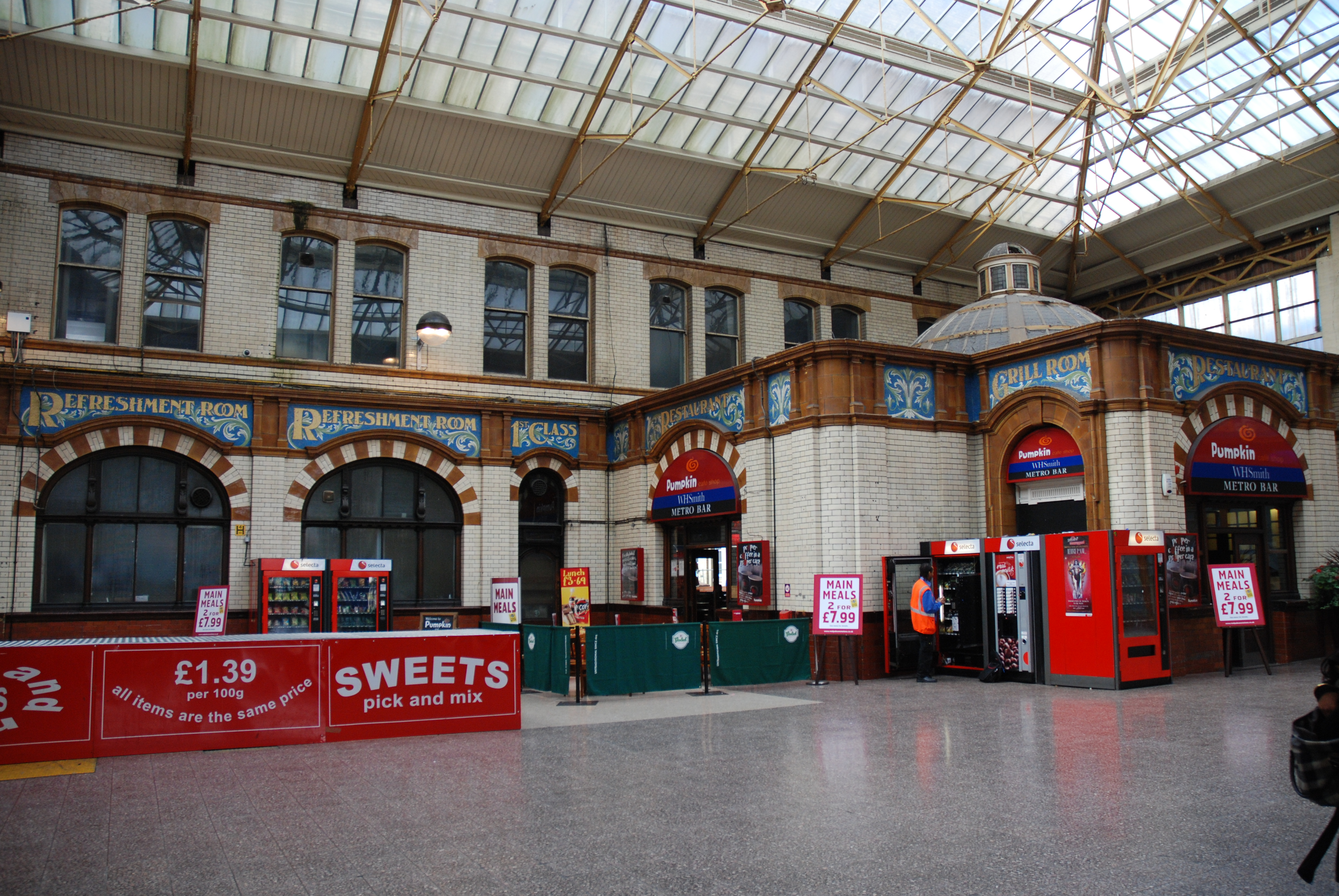
L'esterno del ristorante vittoriano.
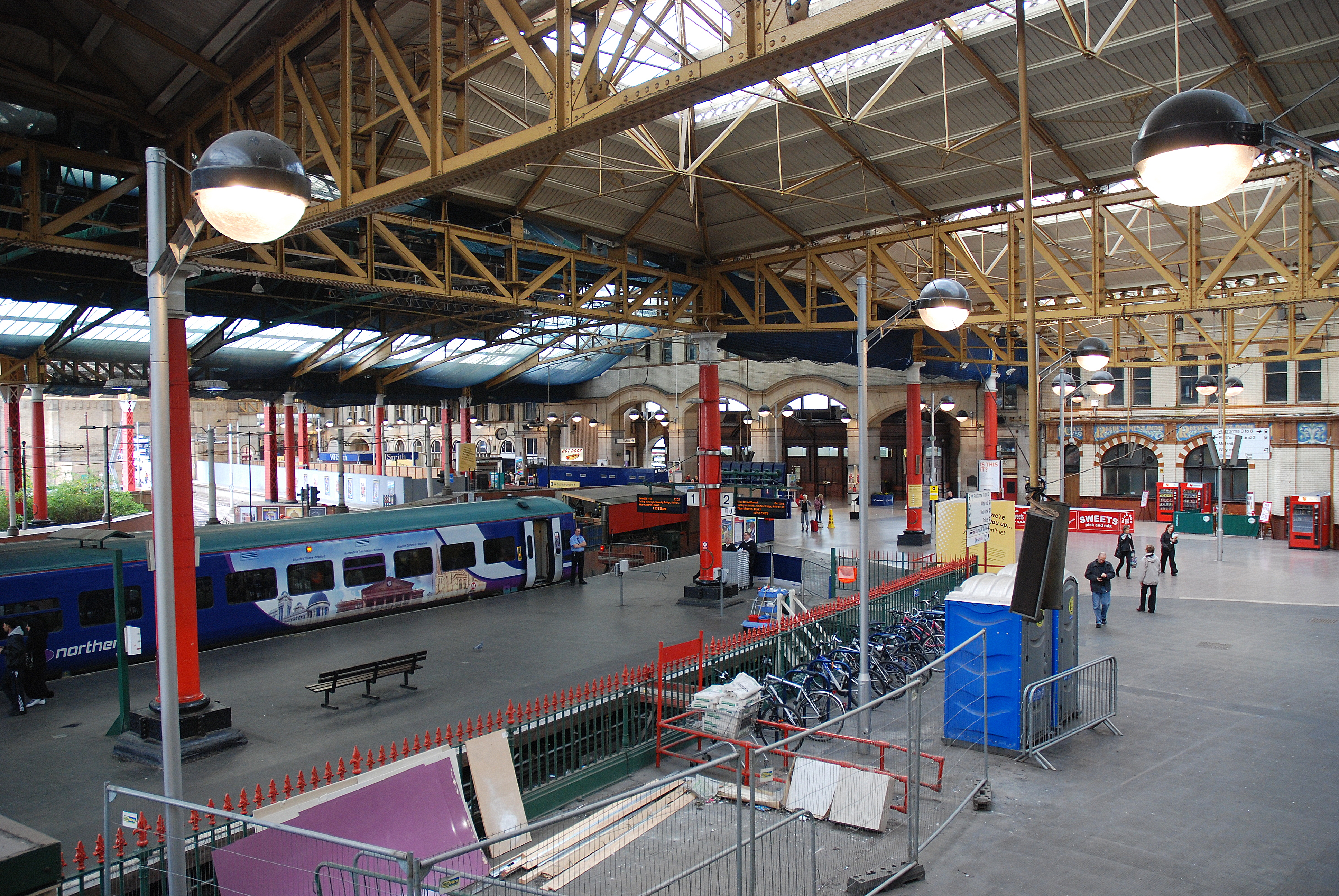
I binari di testa 1 e 2.
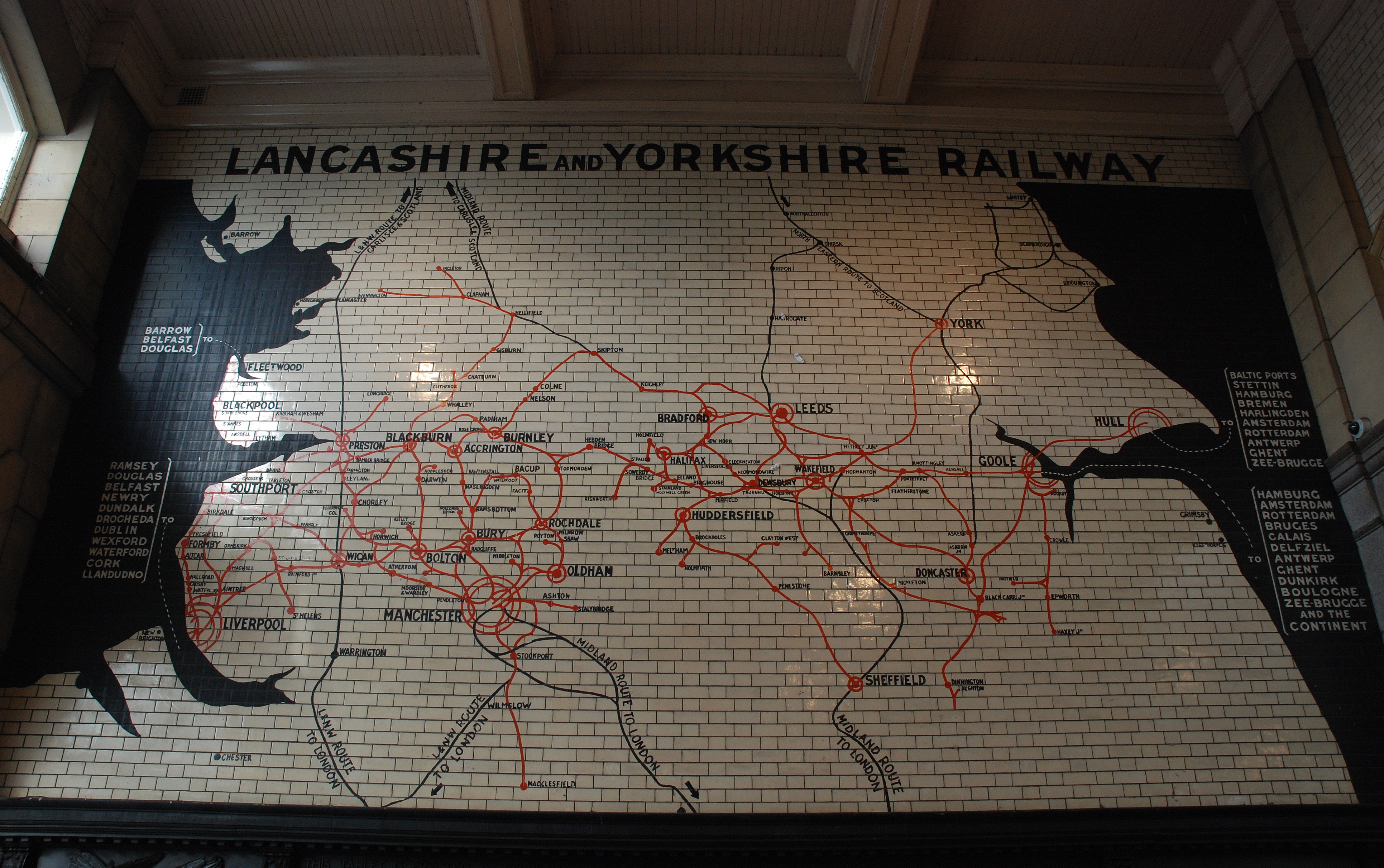
Mappa della rete nei primi del '900.
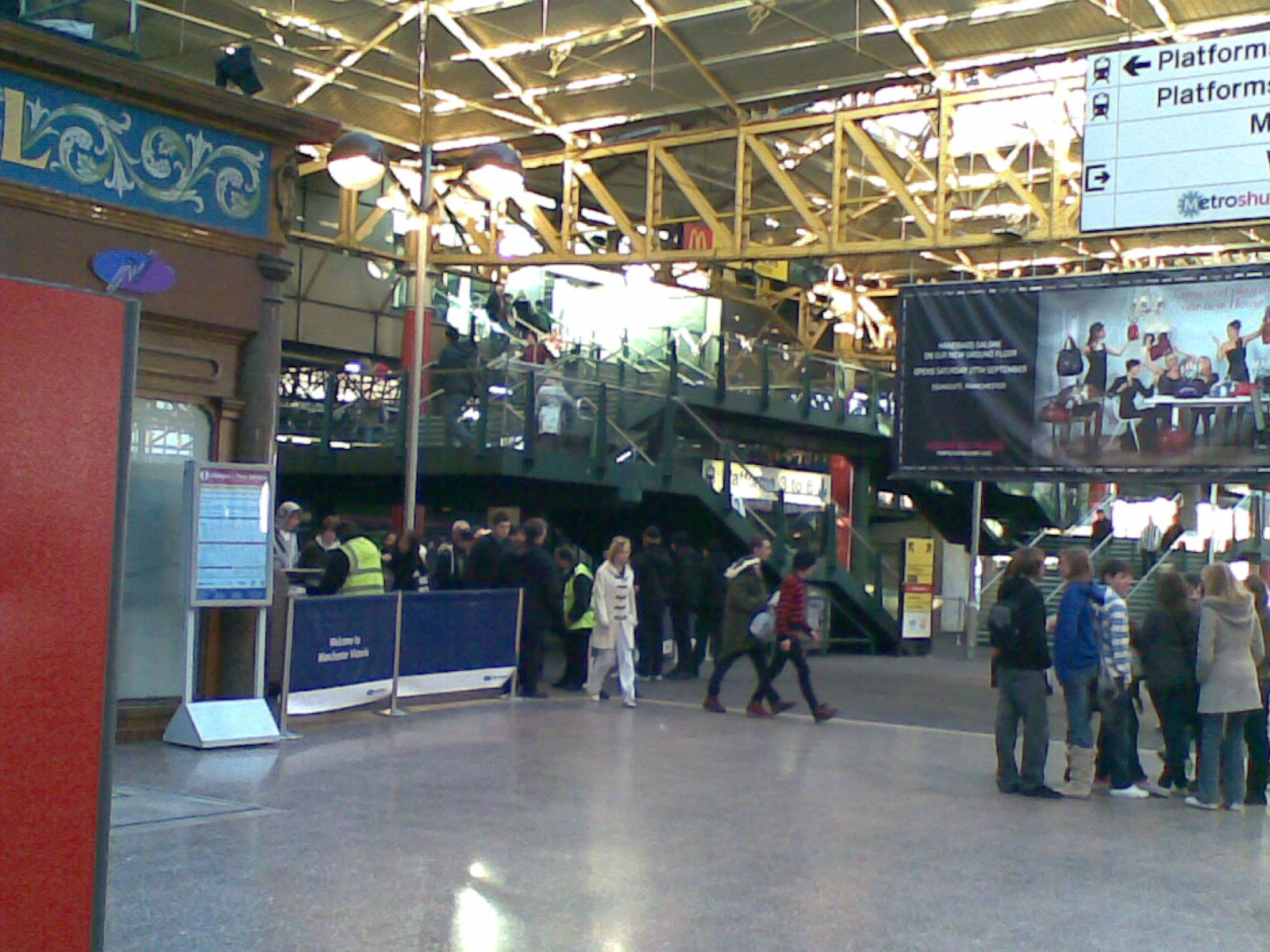
L'accesso controllato ai binari passanti.
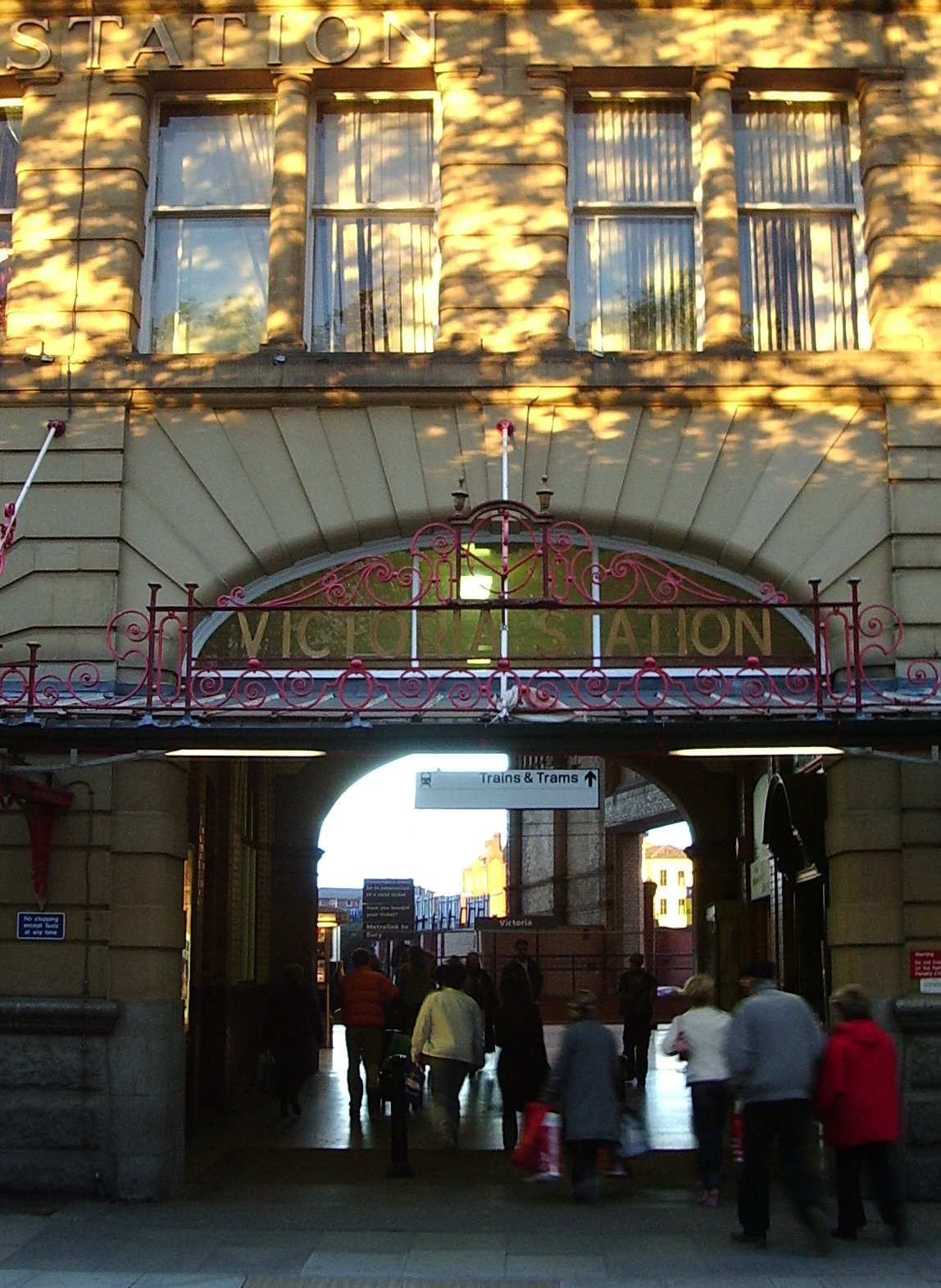
Una delle entrate della stazione.
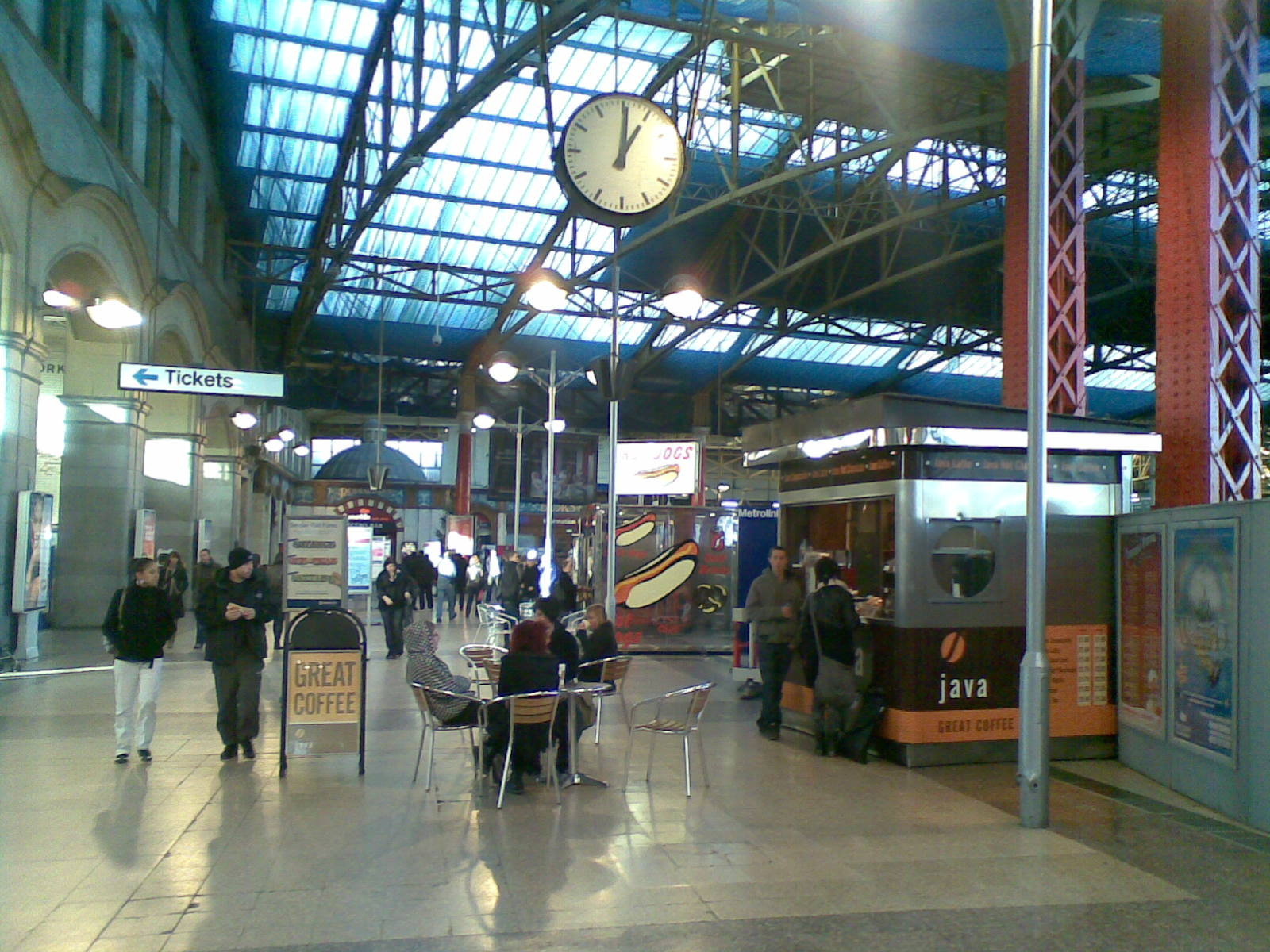
Interno.